# Наумово (Псковская область)
Нау́мово — деревня в Куньинском районе Псковской области России. Входит в состав Жижицкой волости.

## География
Расположена в 2 км к юго-западу от волостного центра, деревни Жижица, на северо-восточном побережье озера Жижицкого озера.

## Население
| 2001 | 2002 | 2010 |
| ---- | ---- | ---- |
| 472  | ↘471 | ↘310 |

Численность населения деревни по оценке на начало 2001 года составляла 472 жителя.

## Достопримечательности
В деревне Наумово расположен музей-усадьба композитора Модеста Мусоргского.

## Археология и генетика
У обитателя свайного поселения со стоянки Наумово (сер. III тыс. до нашей эры), расположенной при впадении реки Кадосница в Жижицкое озеро, была обнаружена митохондриальная гаплогруппа H2 и Y-хромосомная гаплогруппа R1a1.